# Xavi Sabaté
Xavier Sabaté Caviedes, bekannt als Xavi Sabaté, (* 15. August 1976 in Cataluña) ist ein spanischer Handballtrainer.

## Karriere
Xavi Sabaté studierte von 1997 bis 2003 Sportwissenschaft an der Universität Barcelona. Nebenbei spielte er auch in der zweiten Mannschaft des FC Barcelona. Nach seinem Masterabschluss war er als Jugendtrainer bei Barcelona sowie als Assistenztrainer bei Club Balonmano Antequera tätig.
2012 wurde er Co-Trainer des ehemaligen Barça-Spielers Antonio Carlos Ortega beim ungarischen Spitzenklub Telekom Veszprém und gewann dreimal das ungarische Double sowie 2015 die SEHA-Liga. Nachdem das Champions-League-Finale 2015 verloren worden war, wurde Ortega zum Saisonende entlassen und Sabaté übernahm den Cheftrainerposten. Auch in den beiden folgenden Spielzeiten wurde das nationale Double sowie 2016 erneut die SEHA-Liga gewonnen. Im Champions-League-Finale 2016 unterlag Veszprém trotz zwischenzeitlicher Neun-Tore-Führung im Siebenmeter-Werfen dem polnischen Meister Vive Kielce. Trotz eines erneuten Final-Four-Einzuges 2017 musste der Spanier seinen Platz am Ende der Saison räumen. Zusätzlich betreute er die Nationalmannschaft Ungarns, mit der er bei der Weltmeisterschaft 2017 den siebten Platz belegte. Bei beiden Stationen wurde er vom Schweden Ljubomir Vranjes beerbt.
Seit der Saison 2018/19 trainiert Sabaté den polnischen Verein Wisła Płock, mit dem er hinter Vive Kielce zunächst stets Zweiter der polnischen 1. Liga wurde. Im polnischen Pokal 2022 schlug Sabatés Team den Serienmeister im Finale 34:27. In der EHF European League führte er Płock 2021 und 2022 ins Halbfinale. 2023 und 2024 besiegte Wisła Płock den Rivalen aus Kielce erneut im polnischen Pokalfinale. 2024 wurde Wisła Płock erstmals seit 2011 polnischer Meister, nachdem man Vive Kielce in den Finalspielen zweimal im Siebenmeterwerfen bezwang. Auch in der Saison 2024/25 besiegte man Kielce in zwei Finalspielen, davon einmal auswärts im Siebenmeterwerfen. Sabatés Vertrag in Płock wurde im September 2024 bis zum Jahr 2028 verlängert.
Von April 2022 bis Januar 2025 trainierte er auch die tschechische Nationalmannschaft, er gab dieses Amt nach der Weltmeisterschaft 2025 an das Duo Michal Brůna und Daniel Kubeš ab.

## Erfolge
- mit Telekom Veszprém
  - 5× Ungarischer Meister: 2013, 2014, 2015 (als Co-Trainer), 2016, 2017 (als Cheftrainer)
  - 5× Ungarischer Pokalsieger: 2013, 2014, 2015 (als Co-Trainer), 2016, 2017 (als Cheftrainer)
  - 2× Sieger der SEHA-Liga: 2015 (als Co-Trainer), 2016 (als Cheftrainer)
  - 2× Champions-League-Finalist: 2015 (als Co-Trainer), 2016 (als Cheftrainer)
  - Bester Trainer der EHF Champions League 2015/16

- mit Wisła Płock
  - 2× Polnischer Meister: 2024, 2025
  - 5× Polnischer Vizemeister: 2019, 2020, 2021, 2022, 2023
  - 3× Polnischer Pokalsieger: 2022, 2023, 2024
  - EHF European League: Halbfinale 2021 und 2022